# Wanderlust (canción de R.E.M.)
«Wanderlust» es una canción del grupo estadounidense R.E.M. publicada en 2005 como último sencillo de su álbum Around the Sun. La canción alcanzó el número 27 en las listas del Reino Unido.

## Lista de canciones
Todas las canciones fueron escritas por Peter Buck, Mike Mills y Michael Stipe salvo las indicadas.
- 7" (W676)
  1. "Wanderlust"
  2. "The Outsiders" (feat. Q-Tip)

- CD 1 (W676CD1)
  1. "Wanderlust"
  2. "Low" (Alternate Version) (Berry, Buck, Mills, Stipe)

- CD 2 (W676CD2)
  1. "Wanderlust"
  2. "The Outsiders" (Alternate Version)
  3. "Bad Day" (vídeo en directo)1